# Compass (Joshua Redman)
Compass è un album del sassofonista jazz Joshua Redman, registrato tra il 24 e 26 marzo del 2008 e pubblicato in gennaio 2009.
Tutti i brani sono stati scritti da Joshua Redman, tranne dove indicato diversamente.

## Tracce
1. Uncharted – 02:05 (Joshua Redman, Larry Grenadier, Reuben Rogers, Gregory Hutchinson)
2. Faraway – 06:44
3. Identity tief - 06:39
4. Just like you – 07:32
5. Hutchhiker guide – 05:47
6. Ghost – 03:38
7. Insomnomaniac – 08:39
8. Moonlight – 03:22 (Ludwig van Beethoven)
9. Un peu fou - 05:05
10. March – 03:22 (Larry Grenadier)
11. Roud Reuben – 06:26 (Dewey Redman)
12. Little Ditty – 08:32
13. Through the valley – 02:57 (Brian Blade)

## Formazione
- Joshua Redman – sassofono tenore e soprano
- Larry Grenadier – contrabbasso
- Reuben Rogers – contrabbasso
- Gregory Hutchinson - batteria
- Brian Blade - batteria